# Česko-německý jazykový konflikt
Česko-německý jazykový konflikt (německy böhmischer Sprachenkonflikt) je označení konkurenčních tendencí mezi česky a německy hovořícími skupinami obyvatelstva v českých zemích v rámci Rakouska-Uherska, zejména intelektuálních vrstev na přelomu 19. a 20. století.